# Période de communion

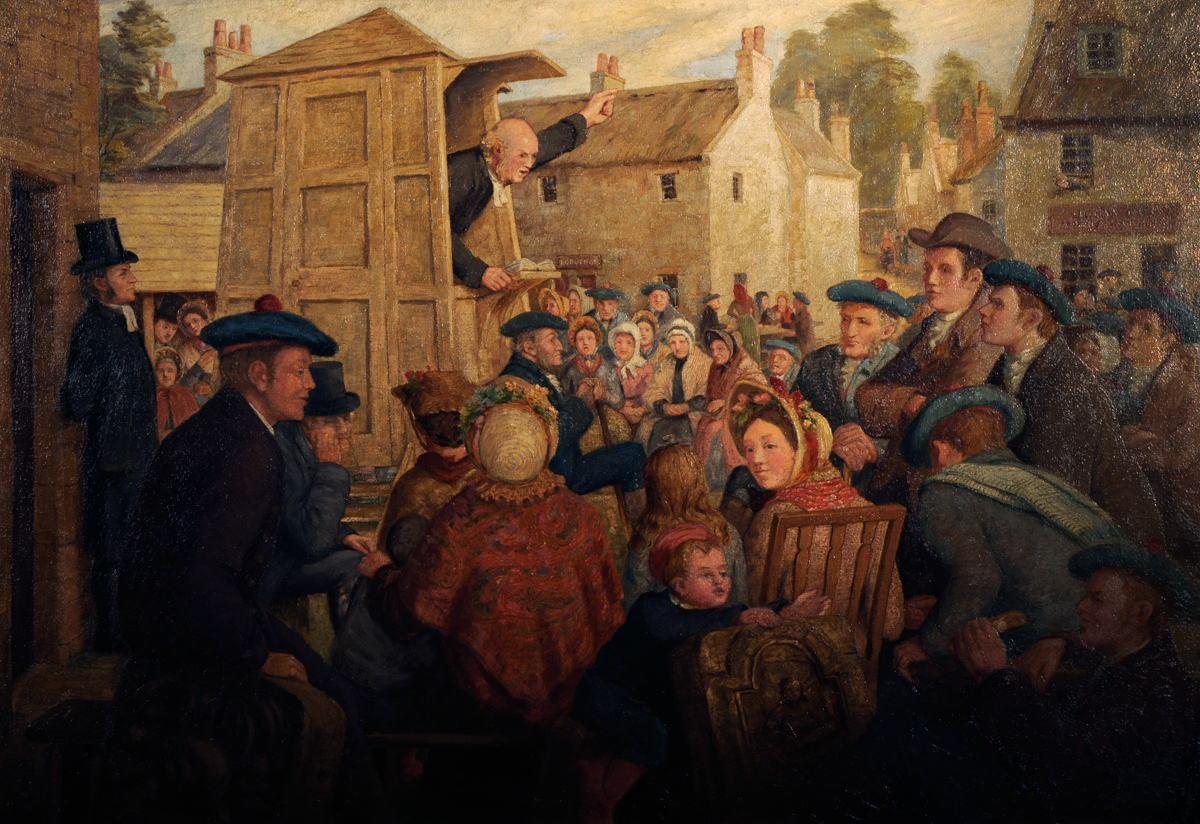
La Sainte Foire, de Robert Bryden.

Dans le presbytérianisme écossais, une période de communion (communion season), parfois appelée sainte foire (holy fair), est un festival annuel d'une semaine culminant avec la célébration de la Sainte Cène (communion).

## Déroulement
La période de communion commençait généralement par un jeûne le jeudi. Le vendredi était consacré aux interventions des prédicateurs laïcs, appelés « les hommes », qui donnaient leurs interprétations des versets bibliques choisis par le pasteur. On appelait cette journée le « jour des questions ». Certains de ces prédicateurs révélaient parfois des qualités charismatiques et occasionnaient des réveils locaux. Le samedi était une journée de préparation avant le point culminant du dimanche : la célébration de la communion, souvent en plein air, dans un amphithéâtre naturel. Un service d'action de grâce avait lieu lundi.

## Origine
La pratique de célébrer la communion une seule fois par an s'est développée au XVIIIe siècle par hostilité envers l'épiscopat, et en raison de la pauvreté (on épargnait le pain !) ou encore du manque de pasteurs. Là où les ministres ne célébraient pas la communion en paroisse, de grandes assemblées étaient organisées en plein air, regroupant souvent plusieurs paroisses. Dans les Highlands, les communiants parcouraient de grandes distances pour y participer, et logeaient chez des amis et des membres de leur famille.

## Popularité en Écosse
Malgré l'opposition de l'Assemblée générale (équivalent du synode) de l’Église d’Écosse, ces grands rassemblements se développèrent, en ajoutant souvent au volet religieux de nombreuses festivités profanes, comme l'évoque Robert Burns dans son poème « The Holy Fair ».
| Dialecte écossais | Traduction anglaise | Traduction française |
| My name is Fun - your cronie dear, The dearest friend ye hae; An' this is Superstition here, An' that's Hypocrisy. I'm gaun to Mauchline Holy Fair, To spend an hour in daffin: Gin ye'll go there, yon runkl'd pair, We will get famous laughin At them this day. | My name is Fun - your intimate friend dear, The dearest friend you have; And this is Superstition here, And that is Hypocrisy. I'm going to Mauchline Holy Fair, To spend an hour in larking: Before you will go there, those wrinkled pair, We will get much laughing At them this day. | Mon nom est goguette - votre ancienne connaissance, La meilleure amie que vous ayez ; Et celle-ci, c'est la Superstition, Et celle-là, c'est l'Hypocrisie. Je vais à la foire sainte de Mauchline, Passer une heure à me divertir : Si vous voulez y venir, ce couple ridé, Nous prêtera fameusement à rire De lui en ce jour. |

## Développements ultérieurs aux États-Unis

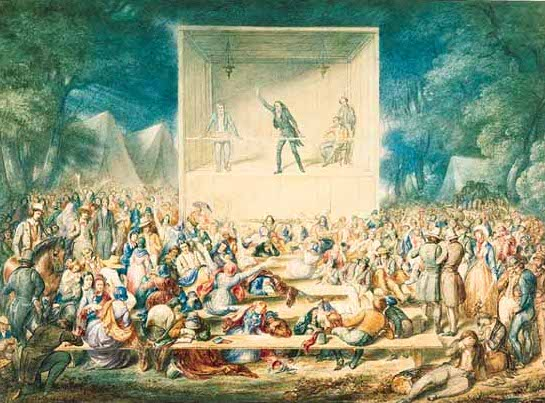
Maze Burbank, Scène de Camp Meeting aux États-Unis, 1839.

Aux États-Unis, les presbytériens ont incorporé les périodes de communion au renouveau évangélique, et cette pratique a contribué au développement des camp meetings. Cette pratique a été l’un des vecteurs majeurs du Réveil, un vaste mouvement d’évangélisation lancé dans la deuxième moitié du XIXe siècle par les prédicateurs méthodistes dont le succès entraîna directement la création des mouvements pentecôtistes et de renouveau charismatique. L’ambiance particulière, parfois très exaltée, de ces rassemblements donnait lieu à de nombreuses conversions.